# KBS 프리미어 영화 페스티벌
KBS 프리미어 영화 페스티벌은 다양한 문화를 소개하고 전파하는 역할을 다하기 위해 KBS가 기획한 프로젝트로 2005년에 처음 시작되었다.

## 개요
KBS가 직접 세계적인 화제작을 엄선, 극장과 TV에서 동시 상영하는 획기적인 방식을 사용하며 대한민국에서 상영된 적이 없는 작품을 소개하여 좋은 영화를 시청자와 관객에게 제공하기 위해 만들어졌다.

## 역대 영화제
- 2005년 제1회 KBS 프리미어 영화 페스티벌
- 2006년 제2회 KBS 프리미어 영화 페스티벌
- 2007년 제3회 KBS 프리미어 영화 페스티벌
- 2008년 제4회 KBS 프리미어 영화 페스티벌
- 2009년에는 행사가 열리지 않았다.